# آمبودیمرانا
آمبودیمرانا (به لاتین: Ambodimerana) یک منطقهٔ مسکونی در ماداگاسکار است که در آلائوترا-مانگورو واقع شده‌است. آمبودیمرانا ۵٬۶۳۰ نفر جمعیت دارد.